# مقیاس میکروسکوپی
مقیاس میکروسکوپی مقیاسی از اشیاء یا رخدادهایی است که به راحتی با چشم غیرمسلح دیده نمی‌شوند و برای مشاهده مناسب آن‌ها به لنز یا میکروسکوپ نیاز است.
مقیاس طولی بزرگتر از میکروسکوپیک را مقیاس ماکروسکوپی می‌گویند.